# Jacob van Hulsdonck
Jacob van Hulsdonck (Anversa, 1582 – Anversa, 1647) è stato un pittore fiammingo.

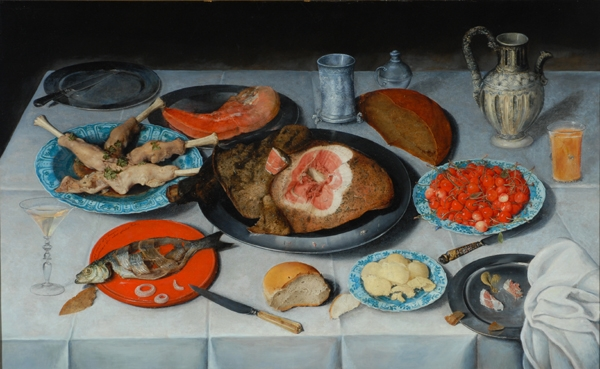
Natura morta di Jacob van Hulsdonck del 1614, custodita al Bowes Museum, nella contea di Durham.

Contemporaneo di Rubens, van Hulsdonck conobbe a Middelburg il pittore Ambrosius Bosschaert, emigratovi per motivi religiosi; lì si formò come pittore di nature morte. Ritornato ad Anversa, nel 1608 entrò a far parte della Corporazione di San Luca e da quel momento visse una brillante carriera artistica, rimanendo inoltre a capo di una bottega.
Van Hulsdonck ha realizzato numerose nature morte, avendo come soggetti fiori, frutti e tavole imbandite. Le sue opere sono oggi conservate in numerosi musei e furono fortemente ammirate dai contemporanei per la loro leggerezza e per la delicatezza delle figure dipinte.